# Boston Common
Boston Common, auch the Common, ist ein zentraler öffentlicher Park in Boston im Bundesstaat Massachusetts in den Vereinigten Staaten. Er wurde 1634 eingeweiht und ist damit der älteste Stadtpark in den Vereinigten Staaten.
Der Boston Common belegt etwa 20 ha Landfläche und wird begrenzt durch Tremont Street, Park Street, Beacon Street, Charles Street und Boylston Street. Er ist Teil des Emerald Necklace, das sich vom Common aus südlich bis zum Franklin Park in Roxbury erstreckt. An der Tremont Street gibt es ein Besucherzentrum, das Informationen über Boston bereithält.
Auf der Seite der Boylston Street liegt der Central Burying Ground, wo unter anderem die Gräber des Malers Gilbert Stuart, des Komponisten William Billings sowie von Samuel Sprague und seinem Sohn Charles Sprague, einem der ersten US-amerikanischen Poeten, zu finden sind. Samuel Sprague war Mitglied der Boston Tea Party und kämpfte im Amerikanischen Unabhängigkeitskrieg.

## Geschichte

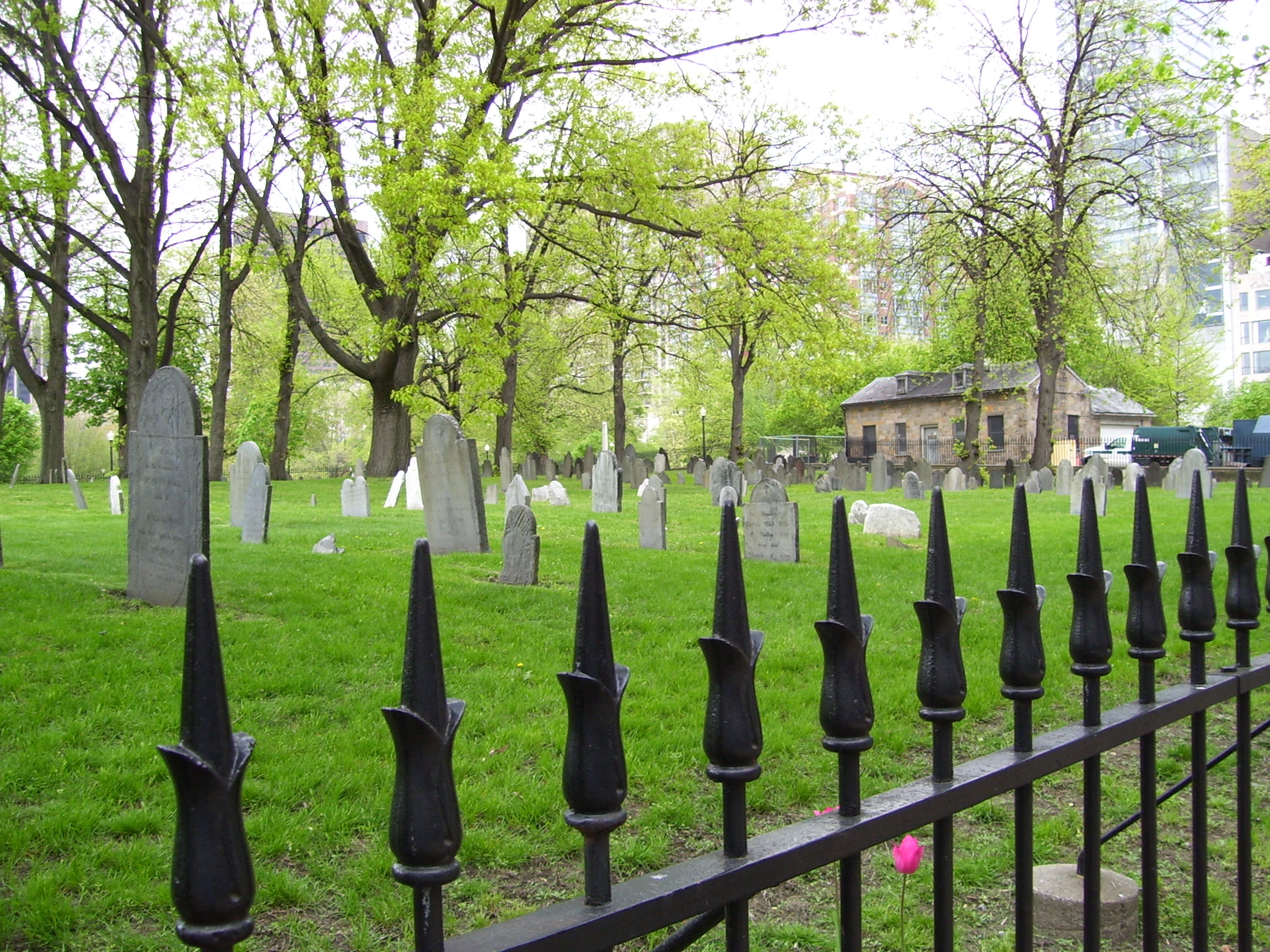
Der Central Burying Ground im Boston Common

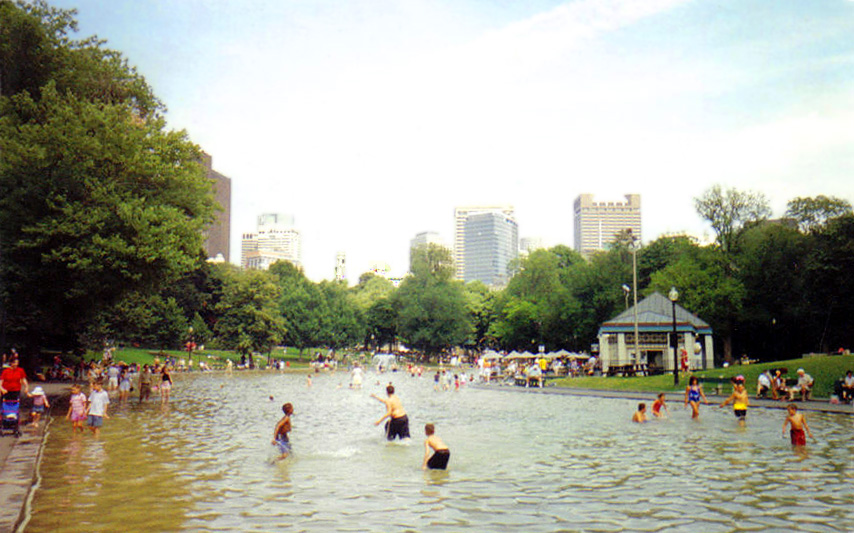
Der Frog Pond in der Westansicht

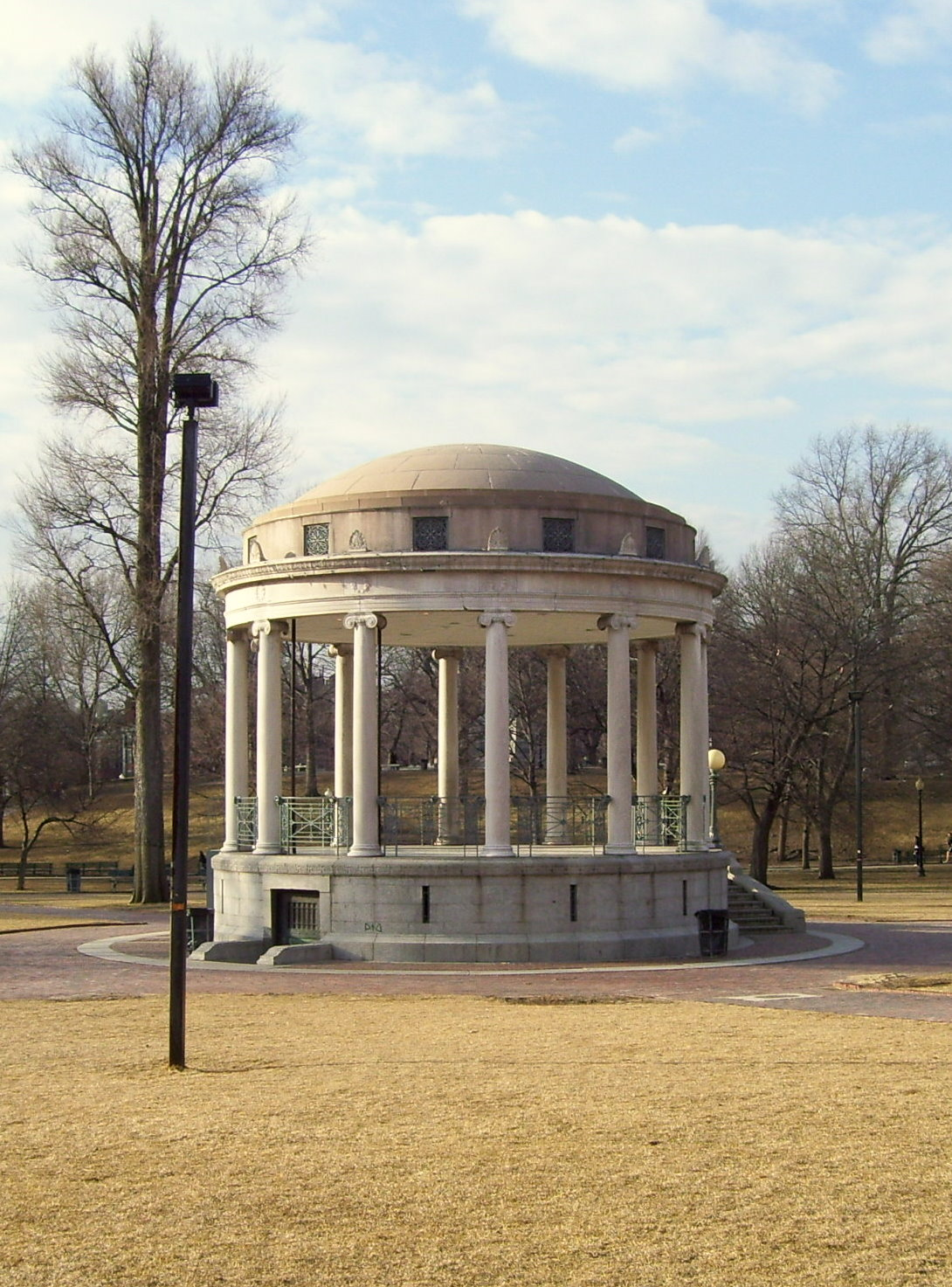
Der Parkman Konzertpavillon im Boston Common (2007)

Der Zweck und die Nutzung des Boston Common hat sich über die Jahre zum Teil stark verändert. Das Areal gehörte zunächst dem ersten europäischen Siedler in Boston William Blaxton, bis es die puritanischen Gründer der Massachusetts Bay Colony von ihm abkauften. Während der 1630er Jahre wurde das Gelände von vielen Familien als Viehweide genutzt. Dies änderte sich jedoch, als wohlhabende Familien weitere Kühe kauften und sie ebenfalls dort grasen ließen, was zu einer deutlichen Überweidung führte. Dies war ein praktisches Beispiel für die Tragik der Allmende.
Der Boston Common diente vor dem Amerikanischen Unabhängigkeitskrieg als Feldlager der Briten, die von dort aus zu den Gefechten von Lexington und Concord aufbrachen. Der Park wurde bis 1817 für öffentliche Hinrichtungen durch Hängen genutzt, da es dort eine große Eiche gab, die jedoch 1769 durch einen Galgen ersetzt wurde. Im Jahr 1660 wurde dort Mary Dyer durch die Puritaner wegen des Predigens des Quäkertums gehängt.
Am 19. Mai 1713 randalierten zweihundert Einwohner im Boston Common als Reaktion auf eine Lebensmittelknappheit in der Stadt. Später griffen sie auch Schiffe im Hafen und die Lagerhäuser des reichen Händlers Andrew Belcher an, der Getreide aus Profitgründen in die Karibik exportierte. Der Vizegouverneur von Boston wurde während der Revolte erschossen.
Der Boston Common erhielt seinen endgültigen Status als Parkanlage vermutlich nicht später als 1830, als das Grasen der Kühe auf dem Areal beendet und seine Umbenennung in Washington Park vorgeschlagen wurde. Die vorherige Umbenennung der den Park begrenzenden Sentry Street in Park Street im Jahr 1808 trug der neuen Nutzung bereits Rechnung. Um 1836 wurde ein verschnörkelter Eisenzaun rund um das Gelände errichtet, der den Park vollständig umschloss und dessen Grenzen festsetzte. In diesem Zuge wurden auch seine fünf Promenadenwege eröffnet, von denen die Tremont Mall als erste bereits seit 1728 existierte. Der Verlauf der Wege imitierte dabei den St. James’s Park in London. Betrachtet man die Geschichte des Parks zurück bis 1728, dem Jahr, in dem die erste Promenade als Erholungsweg durch den Park eröffnet wurde, ist der Boston Common der erste öffentliche Stadtpark der Welt. Damit liegen seine Ursprünge beispielsweise weit vor dem England-Derby Arboretum (1840), dem Peel Park in Salford (1846) oder dem Birkenhead Park (1847), die oft als die ersten Parks ihrer Art angesehen werden.
Anfang 1965 protestierten etwa 100 Personen im Boston Common gegen den Vietnamkrieg, bei einer zweiten Demonstration an gleicher Stelle am 15. Oktober 1969 waren es bereits 100.000 Personen.
Heute dient das Gelände als öffentlicher Park und als Ort für formelle und informelle Versammlungen aller Art. Ereignisse wie Konzerte, Demonstrationen, Softball-Spiele und Schlittschuhlaufen auf dem Frog Pond finden regelmäßig statt. Bekannte Persönlichkeiten wie Martin Luther King Jr. und Johannes Paul II. haben dort Ansprachen und Reden gehalten. Judy Garland hat in dem Park am 31. August 1967 ihr größtes Konzert mit über 100.000 Besuchern gegeben.
Am 12. Juli 1972 wurden Boston Common und Boston Public Garden als ein Landschaftsdenkmal im National Register of Historic Places gelistet. Der Park wurde am 27. Februar 1987 zum National Historic Landmark erklärt. Am gleichen Tag wurde Boston Common als eigenständiger Historic District in das National Register of Historic Places aufgenommen. Der Park wird vom Boston Park Department verwaltet. Eine private Interessengruppe, die Friends of the Public Garden, stellen zusätzliche Finanzmittel zur Wartung und Instandhaltung sowie für besondere Events zur Verfügung.
Am 21. Oktober 2006 wurde im Boston Common ein neuer Weltrekord aufgestellt: 30.128 Laternen des Typs Jack O’Lantern wurden gleichzeitig während des Life is good Pumpkin Festival angezündet. Der vorherige Rekord aus Keene in New Hampshire aus dem Jahr 2003 mit 28.952 Laternen wurde damit deutlich überboten.
Am 27. August 2007 wurden zwei Teenager im Boston Common angeschossen. Eine der Kugeln, die während der Schießerei abgefeuert wurden, traf das Massachusetts State House. Seitdem gibt es eine strikte Sperrstunde, gegen die jedoch die Obdachlosen in Boston protestierten.

## Sehenswürdigkeiten im Boston Common
- Das Massachusetts State House steht auf der anderen Seite der Beacon Street an der Nordseite des Parks.
- Der Boston Common ist der südliche Teil von Beacon Hill.
- Eine Plakette erinnert an die Große Ulme, die bis 1876 im Park gestanden hat und sowohl zu Freiheitskundgebungen als auch für Exekutionen durch Hängen genutzt wurde.[14]
- In der nordöstlichen Ecke des Parks steht an der Beacon und Park Street gegenüber dem State House das Monument zum Gedenken an Robert Gould Shaw und das 54. Infanterieregiment der Massachusetts-Freiwilligenarmee im Sezessionskrieg.
- Das Soldiers and Sailors Monument ist eine Siegessäule auf dem Flag Staff Hill.
- Der Boston Public Garden liegt im Westen des Common auf der anderen Seite der Charles Street und war ursprünglich Teil des Boston Common.
- Der Frog Pond dient in den Wintermonaten als Eislauffläche und liegt im nördlichen Teil des Parks.
- Der Brunnen Brewer Fountain befindet sich in der Nähe der Park Street Station. Er besteht aus Bronze, ist 6,70 m hoch und wiegt 6.800 kg. Er wurde in Paris gegossen und war ein Geschenk an die Stadt von Gardner Brewer. Zum ersten Mal aktiviert wurde er am 3. Juni 1868. Der noch heute an diesem Platz zu sehende Brunnen ist die einzige bekannte noch existente Kopie des Originals, das 1855 auf der Weltausstellung in Paris gezeigt wurde und vom französischen Künstler Édouard Liénard entworfen worden war.[15] Der Brunnen ist mit den Figuren von Neptun, seiner Frau Amphitrite sowie mit Figuren von Acis und Galateia dekoriert. Er litt an fehlender Instandhaltung und gab seine Funktion 2003 vollständig auf. Ein großes Reparaturprojekt begann 2009,[16] und nach etwa einem Jahr Restaurationszeit und verursachten Kosten in Höhe von rund 640.000 US-Dollar konnte der nun wieder vollständig funktionierende Brunnen am 26. Mai 2010 erneut eingeweiht werden.[17][18]
- Die Park Street Station befindet sich in der östlichen Ecke des Parks. Sie war und ist die erste U-Bahn-Station in den USA.
- Die Station Boylston am südlichen Ende des Parks ist die zweitälteste U-Bahn-Station der USA. Zwischen den beiden Stationen verkehrte ursprünglich eine mit Pferden gezogene Untergrundbahn.
- Boston Common ist das südliche Ende des Freedom Trail; der Startpunkt befindet sich in der Nähe der Park Street Station.
- Der Pavillon Parkman Bandstand im östlichen Teil des Parks wird häufig für Musical- und Theaterproduktionen genutzt.
- Im südwestlichen Teil gibt es ein Softball-Feld.
- Der westliche Teil des Parks wird durch eine weite Graslandschaft gebildet und dient daher als Ort für die größten Ereignisse im Park. Daher gibt es dort auch eine Tiefgarage. Eine Granitplatte erinnert an den Besuch von Johannes Paul II. im Jahr 1979.
- Seit 1971 spendet die Provinz Nova Scotia jährlich einen großen Weihnachtsbaum an die Stadt als fortdauernden Dank für die Unterstützung durch das Bostoner Rote Kreuz und den Ausschuss für öffentliche Sicherheit des Staates Massachusetts nach der Halifax-Explosion 1917. Seit einigen Jahren wird der Baum im Boston Common aufgestellt.
- Der freimaurerische Tempel der Großloge von Massachusetts befindet sich gegenüber der südlichen Ecke des Parks an der Kreuzung von Boylston und Tremont Street.
- An gleicher Stelle befindet sich der Campus des Emerson College.
- 1913 und 1986 wurden prähistorische Funde im Boston Common gemacht. Diese legen nahe, dass indigene Völker bereits vor 8.500 Jahren in der Region lebten.[19]